# Chiesa di San Pancrazio (Paderno Franciacorta)
La chiesa di San Pancrazio è la parrocchiale di Paderno Franciacorta, in provincia e diocesi di Brescia; fa parte della zona pastorale di Travagliato.

## Storia
Originariamente Paderno dipendeva verosimilmente dalla pieve di Bornato, dalla quale si affrancò presumibilmente alla fine del Trecento, come parrebbero suggerire alcuni documenti del notaio vescovile Giacomino da Ostiano; nel 1410 risulta già eretta la parrocchia di San Pancrazio.
La chiesa venne riedificata nella seconda metà del Quattrocento, per poi essere consacrata il 4 ottobre 1503 dall'arcivescovo di Lepanto Marco Sarocco.
Nel 1580 l'arcivescovo di Milano Carlo Borromeo, durante la sua visita, trovò che la parrocchiale, inserita nella vicaria di Camignone e dotata di due altari, aveva come filiali gli oratori dei Disciplini, di San Gottardo e di Santa Maria e che i fedeli ammontavano a 700.
Il luogo di culto venne ampliato all'inizio del Seicento; dalla relazione della visita pastorale del 1702 del vescovo Marco Dolfin si apprende che a servizio della cura d'anime vi erano il parroco e un chierico, che il numero dei fedeli era pari a 611 e che la chiesa di San Pancrazio, in cui aveva sede la confraternita del Santissimo Rosario, aveva alle sue dipendenze gli oratori di San Gottardo, della Madonna in Castello e della Madonna delle Grazie.
Nel 1748 venne presa la decisione di costruire una nuova parrocchiale e il progetto fu realizzato dall'architetto Giovanni Battista Marchetti, forse con l'ausilio del figlio Antonio. Le strutture murarie della chiesa vennero portate a termine intorno al 1785, mentre per il completamento del campanile si dovette attendere il 1806; la consacrazione fu impartita dal vescovo Gabrio Maria Nava nel settembre del 1829.
La facciata venne restaurata nel 1959 e negli anni settanta si procedette all'esecuzione dell'adeguamento liturgico secondo le usanze postconciliari mediante l'aggiunta dell'altare rivolto verso l'assemblea.
Nel 1989 la parrocchia entrò a far parte della neo-costituita zona pastorale di Travagliato, come stabilito dal Direttorio diocesano per le zone pastorali, emanato il 14 aprile di quell'anno con decreto del vescovo Bruno Foresti.
Un intervento di generale restauro degli affreschi che adornano l'intero della chiesa venne condotto nel 2004.

## Descrizione

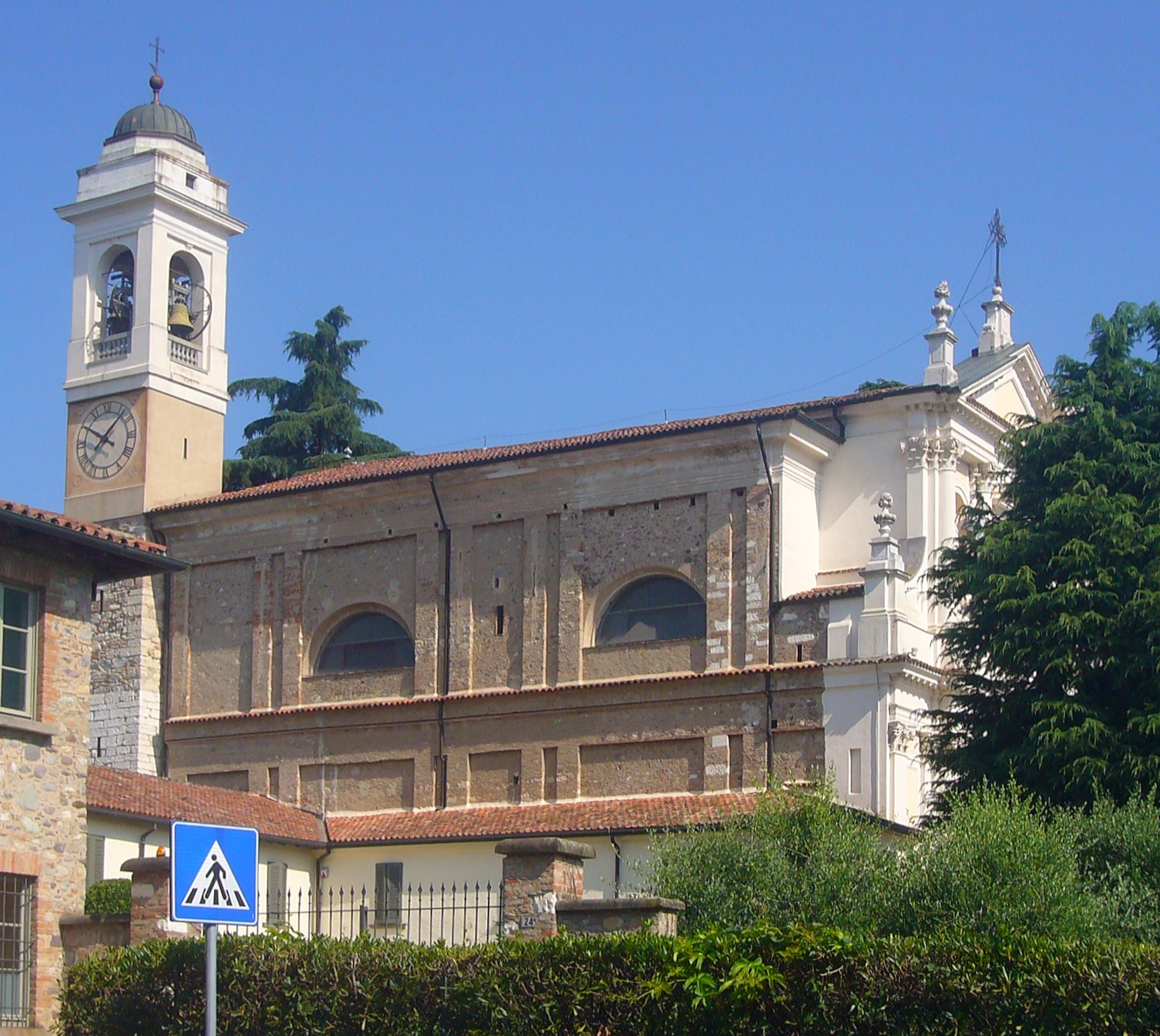
La chiesa e il campanile visti da via Fratelli Zini

### Esterno
La facciata della chiesa, rivolta a oriente, è suddivisa da una cornice marcapiano aggettante in due registri, entrambi scanditi da semicolonne; quello inferiore, più largo e abbellito anche da due lesene, presenta centralmente il portale d'ingresso timpanato, mentre quello superiore è caratterizzato da una finestra e da due nicchie con statue e coronato dal frontone di forma triangolare.
Annesso alla parrocchiale è il campanile a base quadrata, la cui cella presenta su ogni lato una monofora a tutto sesto ed è coronata dalla cupoletta poggiante sul tamburo.

### Interno

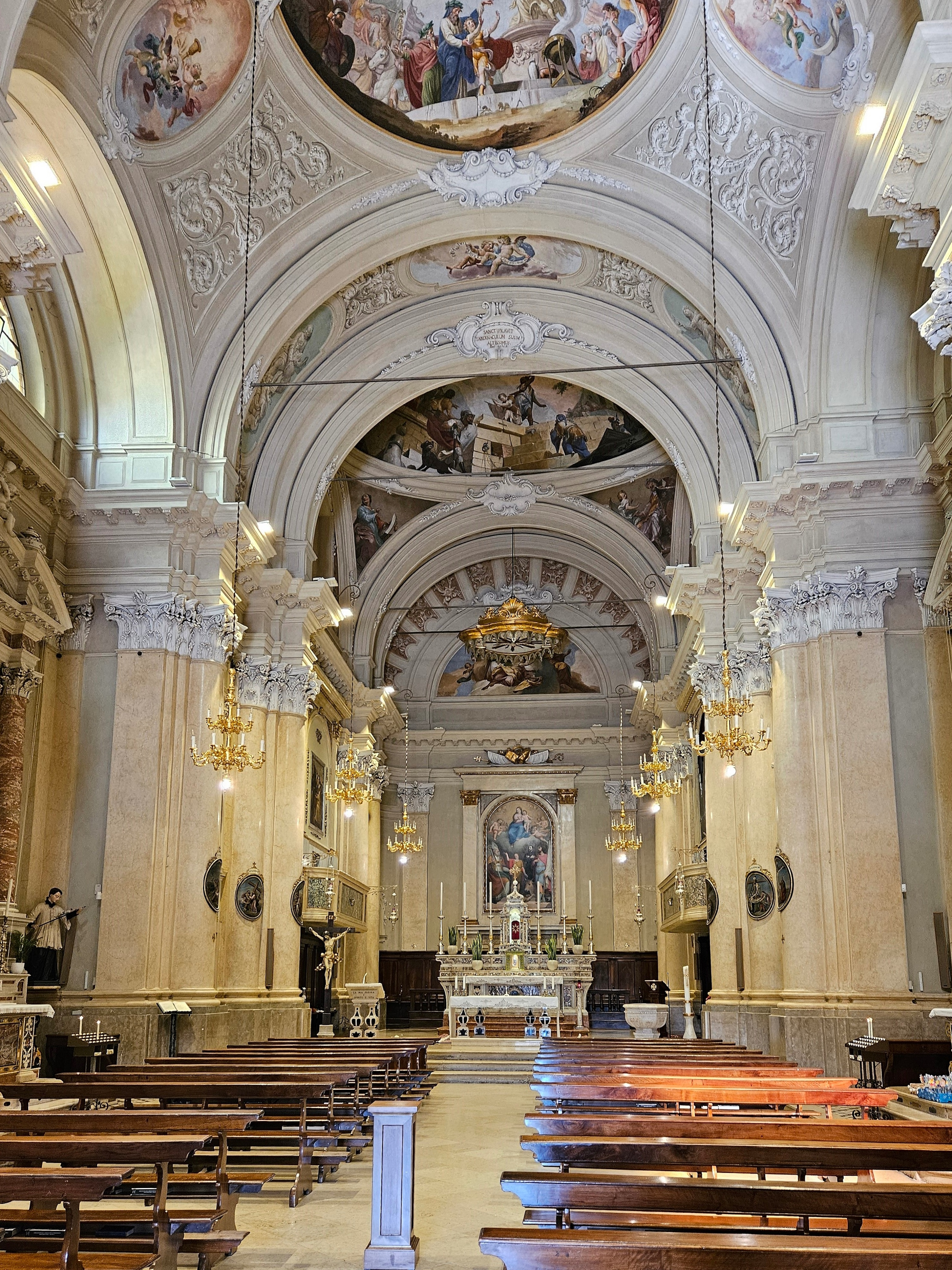
L'interno

L'interno dell'edificio si compone di un'unica ampia navata, sulla quale si affacciano le cappelle laterali, introdotte da archi a tutto sesto, e le cui pareti sono scandite da lesene terminanti con capitelli corinzi sorreggenti la cornice dentellata e modanata sopra la quale si impostano le volte; al termine dell'aula si sviluppa il presbiterio, rialzato di alcuni gradini e chiuso dalla terminazione a conchiglia.
Qui sono conservate diverse opere di pregio, tra le quali la tela raffigurante la Vergine con i Santi Gottardo, Antonio Abate e Vincenzo de' Paoli, precedentemente collocata nella pinacoteca di Brera, la Via Crucis, realizzata nel 1830 da Giuliano Motta, la pala con soggetto la Sacra Famiglia, risalente al XVII secolo, l'altare del Santissimo Sacramento, costruito presumibilmente nel 1791, e i tre affreschi ritraenti il Battesimo di San Pancrazio, San Pancrazio che si rifiuta di adorare Giove e Gesù che scaccia i profanatori del tempio, dipinti da Giuseppe Teosa nel XIX secolo.